# Hemmschuhleger

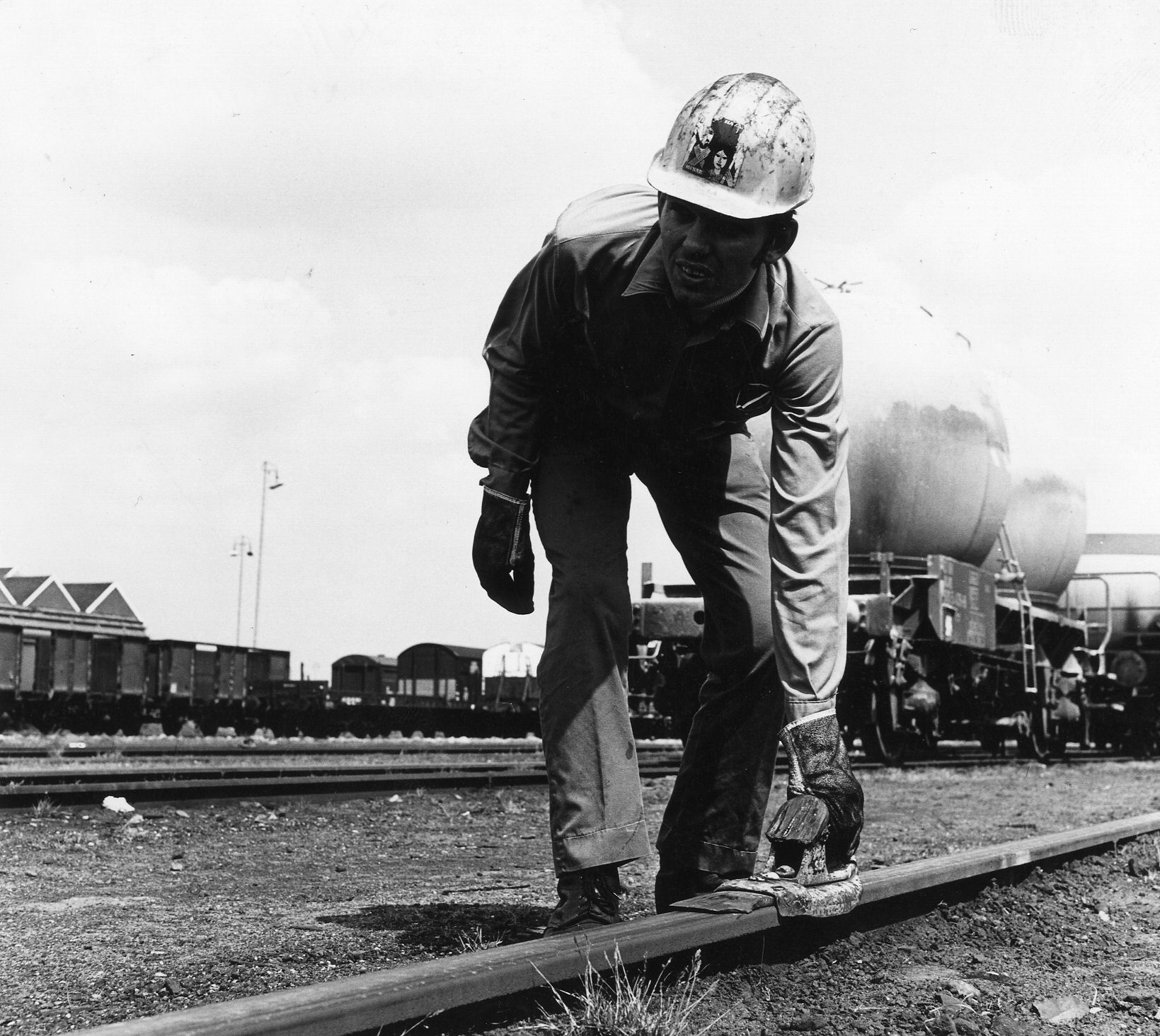
Hemmschuhleger

Ein Hemmschuhleger ist ein Beschäftigter im Rangierdienst einer Eisenbahn, dessen überwiegende Tätigkeit das Aufhalten ablaufender Eisenbahnwagen mittels Hemmschuhen ist. Die Tätigkeit des Hemmschuhlegers zählt zu den Aufgaben eines Rangierers (auch Rangierbegleiter genannt).
Der Hemmschuhleger legt den Hemmschuh zum Abbremsen bzw. Anhalten eines durch Abstoßen mit einer Rangierlokomotive oder Ablaufenlassen vom Ablaufberg in Bewegung versetzten Eisenbahnwagens auf eine der beiden Schienen auf, um ihn auf diese Art und Weise vor im Gleis stehenden Wagen oder einem anderen Hindernis, z. B. einem Gleisabschluss, aufzuhalten.